# Tin Hrvoj
Tin Hrvoj, né le 6 juin 2001 à Zagreb en Croatie, est un footballeur croate qui évolue au poste d'arrière droit au FK Auda.

## Biographie

### En club
Natif de Zagreb en Croatie, Tin Hrvoj grandit dans la ville de Radoboj et commence le football au NK Radoboj avant d'être formé par l'un des clubs de la capitale, le Dinamo Zagreb. Il participe en 2020 au bon parcours de son équipe en UEFA Youth League, où les jeunes croates se qualifient pour les quarts de finales en remportant la séance de tirs au but face aux jeunes du Bayern Munich. C'est d'ailleurs lui qui réalise le penalty décisif menant les siens en quarts.
Il joue son premier match en professionnel le 1er juillet 2020, en étant titularisé lors de la victoire du Dinamo contre le NK Inter Zaprešić (0-1).
Il devient Champion de Croatie en 2020, le club étant sacré officiellement pour la 21e fois à l'issue de la 30e journée.
Le 30 juin 2022, Tin Hrvoj rejoint la Slovénie afin de s'engager en faveur du NK Radomlje.
Le 5 juillet 2024, Tin Hrvoj prend la direction de la Lettonie afin de s'engager librement en faveur du FK Auda.

### Carrière en sélection
Hrvoj compte quatre sélections avec les moins de 19 ans, toutes obtenues en 2019.

## Palmarès
Dinamo Zagreb
- Championnat de Croatie (1) :
  - Champion : 2019-20.